# Canton de Nîmes-6
Le canton de Nîmes-6 est une ancienne division administrative du département du Gard, dans l’arrondissement de Nîmes.

## Composition
Le canton était composé d’une fraction de la commune de Nîmes. Il incluait les quartiers suivants :
- Saint-Césaire ;
- Mas Roman ;
- Nîmes-Ouest ;
- Valdegour ;
- Pissevin ;
- Marché-Gare ;
- Mas des Rosiers.

Canton renouvelé en 2008, renouvelable en 2015.

## Administration
| Période | Période          | Identité           | Étiquette    | Qualité                                                                                            |
| ------- | ---------------- | ------------------ | ------------ | -------------------------------------------------------------------------------------------------- |
| 1982    | 1998 (démission) | Alain Clary        | PCF          | Professeur en retraite Conseiller municipal de Nîmes Maire de Nîmes (1995-2001) Député (1997-2002) |
| 1998    | 2001             | Michel Perfettini  | PCF          | Professeur Adjoint au maire de Nîmes (1995-2001) Vice-président du Conseil général (1998-2001)     |
| 2001    | 2008             | Richard Tibérino   | RPR puis UMP | Photographe Adjoint au maire de Nîmes depuis 2001 Elu en 2015 dans le Canton de Nîmes-4            |
| 2008    | 2015             | Bernard Auzon-Cape | DVG          | Retraité de l'Equipement                                                                           |

## Démographie
| 1982 | 1990   | 1999   | 2006   | 2011   | 2012   |
| ---- | ------ | ------ | ------ | ------ | ------ |
| -    | 21 975 | 20 179 | 21 004 | 20 701 | 20 577 |

## Illustrations

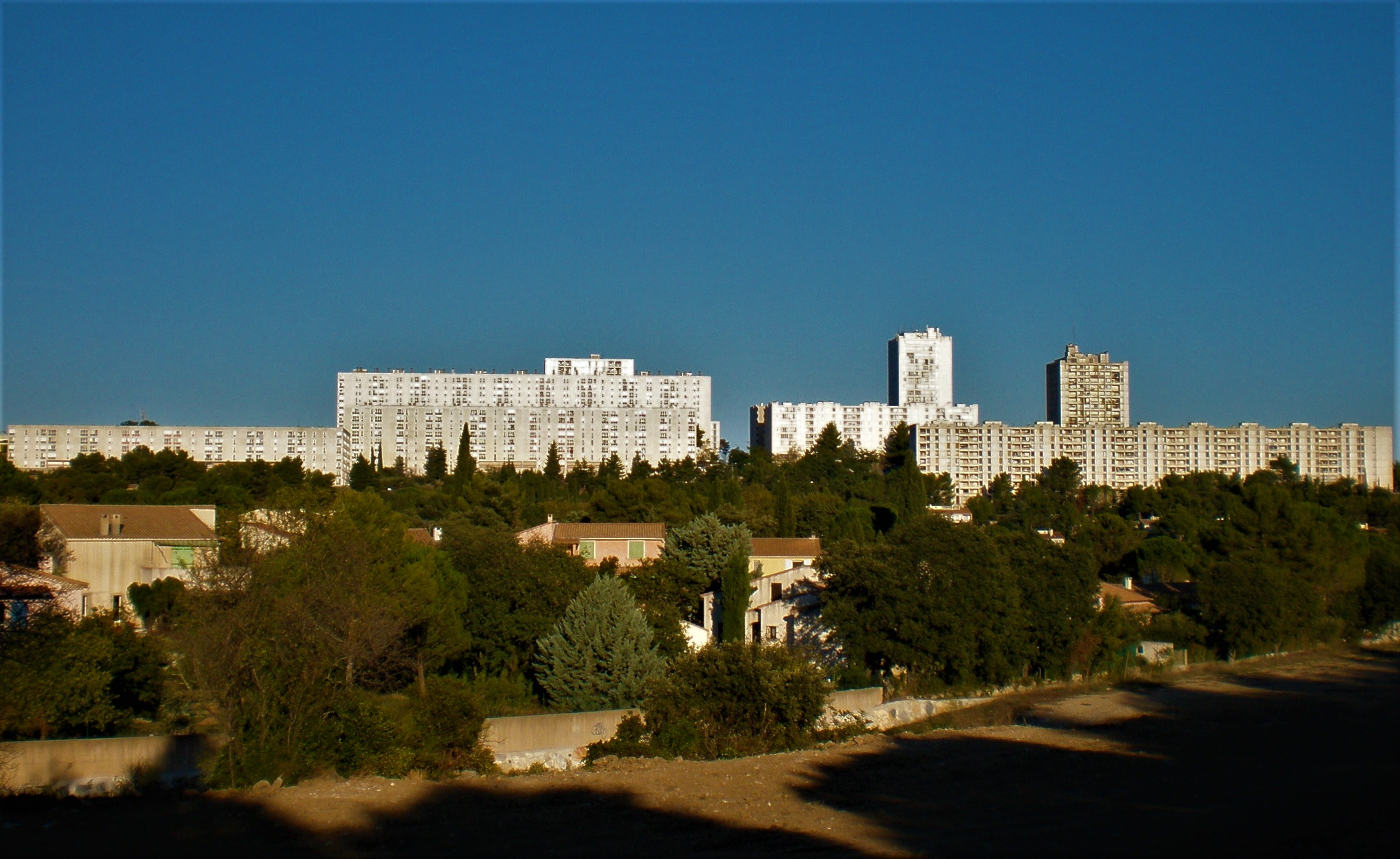
Vue d’ensemble du quartier de Valdegour (ZUP Nord)